# Датская хоккейная лига
Датская хоккейная лига, (с 2013 года называется Метал Лига, по имени спонсора Датского союза металлистов) — главная хоккейная лига Дании.

## История

### Чемпионат Дании 1954—1960
29 января 1955 года, на заседании Датского хоккейного союза, было решено провести чемпионат Дании по хоккею с шайбой. 20 февраля стартовал первый турнир, в котором приняли участие две команды из Зеландии и команда из Ютландии. Все игры прошли в один день. Первым победителем стала команда «Рунгстед» из одноимённого города.
На следующий год должен был пройти турнир между теми же командами, но клуб из Силькеборга, победив в чемпионате Ютландии, из-за погодных условий не смог прибыть на турнир. Поэтому первенство разыграли две команды из Копенгагена и Рунгстеда.
Третий чемпионат Дании состоялся в сезоне 1959/1960, в котором победили хоккеисты из Копенгагена.
| Сезон     | Чемпионы       | Второе место   | Третье место  |
| --------- | -------------- | -------------- | ------------- |
| 1954/1955 | Рунгстед       | KSF Копенгаген | ХК Силькеборг |
| 1955/1956 | KSF Копенгаген | Рунгстед       |               |
| 1959/1960 | KSF Копенгаген | Рунгстед       | ХК Силькеборг |

### Чемпионат Дании 1960—1985
С сезона 1960/1961 начинается история Датской хоккейной лиги. Было решено создать два дивизиона. В первом турнире Первого дивизиона играло 4 команды. ХК Силькеборг занял последнее место и в стыковых встречах уступил победителю второго дивизиона. Чемпионом Дании в третий раз стали хоккеисты KSF Копенгаген. В начале и середине 60-х годов хоккеисты из Копенгагена доминировали в чемпионате Дании и в следующих пяти турнирах четыре раза побеждали. Затем, в течение 10-и лет чемпионами попеременно были хоккеисты KSF Копенгаген и SF Гладсаксе.
| Сезон     | Чемпионы            | Второе место        | Третье место      |
| --------- | ------------------- | ------------------- | ----------------- |
| 1960/1961 | KSF Копенгаген      | Рунгстед            | SK Эсбьерг        |
| 1961/1962 | KSF Копенгаген      | Рунгстед            | Фуресё            |
| 1962/1963 | Рунгстед            | SK Эсбьерг          | KSF Копенгаген    |
| 1963/1964 | KSF Копенгаген      | Рунгстед            | SK Эсбьерг        |
| 1964/1965 | KSF Копенгаген      | Эсбьерг             | SF Гладсаксе      |
| 1965/1966 | KSF Копенгаген      | SF Гладсаксе        | Эсбьерг           |
| 1966/1967 | SF Гладсаксе        | KSF Копенгаген      | Эсбьерг           |
| 1967/1968 | SF Гладсаксе        | Эсбьерг             | Рунгстед          |
| 1968/1969 | Эсбьерг             | SF Гладсаксе        | ХК Войенс         |
| 1969/1970 | KSF Копенгаген      | SF Гладсаксе        | Эсбьерг           |
| 1970/1971 | SF Гладсаксе        | Рунгстед            | Эсбьерг ХК Войенс |
| 1971/1972 | KSF Копенгаген      | Эсбьерг             | SF Гладсаксе      |
| 1972/1973 | Хернинг Блю Фокс    | KSF Копенгаген      | Эсбьерг           |
| 1973/1974 | SF Гладсаксе        | KSF Копенгаген      | Хернинг Блю Фокс  |
| 1974/1975 | SF Гладсаксе        | KSF Копенгаген      | Рунгстед          |
| 1975/1976 | KSF Копенгаген      | Ольборг             | SF Гладсаксе      |
| 1976/1977 | Хернинг Блю Фокс    | SF Гладсаксе        | Ольборг           |
| 1977/1978 | Рёдовре Майти Буллз | KSF Копенгаген      | ХК Войенс         |
| 1978/1979 | ХК Войенс           | Рёдовре Майти Буллз | Ольборг           |
| 1979/1980 | ХК Войенс           | Рунгстед            | Ольборг           |
| 1980/1981 | Ольборг             | Рёдовре Майти Буллз | Хернинг Блю Фокс  |
| 1981/1982 | ХК Войенс           | Рёдовре Майти Буллз | Ольборг           |
| 1982/1983 | Рёдовре Майти Буллз | Ольборг             | Херлев Иглз       |
| 1983/1984 | Херлев Иглз         | Ольборг             | Рунгстед          |
| 1984/1985 | Рёдовре Майти Буллз | Хернинг Блю Фокс    | Эсбьерг           |

### Чемпионат Дании 1985—1998
В сезоне 1985/1986 в датском хоккее, благодаря увеличению численности команд, произошли изменения 1-й дивизион стал называться Элитсерией, второй дивизион стал Первым дивизионом датской хоккейной лиги и в дополнении был образован Второй дивизион датской хоккейной лиги.
| Сезон     | Чемпионы                 | Второе место        | Третье место             |
| --------- | ------------------------ | ------------------- | ------------------------ |
| 1985/1986 | Рёдовре Майти Буллз      | Эсбьерг             | Фредериксхавн Уайт Хоукс |
| 1986/1987 | Хернинг Блю Фокс         | Ольборг             | Рёдовре Майти Буллз      |
| 1987/1988 | Эсбьерг                  | Херлев Иглз         | Ольборг                  |
| 1988/1989 | Фредериксхавн Уайт Хоукс | Ольборг             | Хернинг Блю Фокс         |
| 1989/1990 | Рёдовре Майти Буллз      | Хернинг Блю Фокс    | Фредериксхавн Уайт Хоукс |
| 1990/1991 | Хернинг Блю Фокс         | Рёдовре Майти Буллз | Ольборг                  |
| 1991/1992 | Хернинг Блю Фокс         | Эсбьерг             | Рёдовре Майти Буллз      |
| 1992/1993 | Эсбьерг                  | Хернинг Блю Фокс    | Рёдовре Майти Буллз      |
| 1993/1994 | Хернинг Блю Фокс         | Эсбьерг             | Ольборг                  |
| 1994/1995 | Хернинг Блю Фокс         | Эсбьерг             | Рунгстед                 |
| 1995/1996 | Эсбьерг                  | Рунгстед            | Хернинг Блю Фокс         |
| 1996/1997 | Хернинг Блю Фокс         | Эсбьерг             | Рунгстед                 |
| 1997/1998 | Хернинг Блю Фокс         | Рунгстед            | Фредериксхавн Уайт Хоукс |

### Чемпионат Дании 1998—2001
С сезона 1998/1999 главная лига датского хоккея стала называться Кодан-Лига. Кодан - датская страховая компания.
| Сезон     | Чемпионы                 | Второе место             | Третье место    |
| --------- | ------------------------ | ------------------------ | --------------- |
| 1998/1999 | Рёдовре Майти Буллз      | Фредериксхавн Уайт Хоукс | Эсбьерг         |
| 1999/2000 | Фредериксхавн Уайт Хоукс | Эсбьерг                  | SF Гладсаксе    |
| 2000/2001 | Хернинг Блю Фокс         | Рёдовре Майти Буллз      | Эсбьерг Пайрэтс |

### Чемпионат Дании 2001—2002
В этом сезоне спонсором лиги было акционерное общество Санистол. Соответственно лига была переименована в Санистол-Лига.
| Сезон     | Чемпионы | Второе место    | Третье место     |
| --------- | -------- | --------------- | ---------------- |
| 2001/2002 | Рунгстед | Оденсе Буллдогс | Хернинг Блю Фокс |

### Чемпионат Дании 2002—2004
В этот период лига называлась СуперБест Лига.
| Сезон     | Чемпионы         | Второе место    | Третье место    |
| --------- | ---------------- | --------------- | --------------- |
| 2002/2003 | Хернинг Блю Фокс | Оденсе Буллдогс | Рунгстед Кобраз |
| 2003/2004 | Эсбьерг Ойлерс   | Ольборг         | Оденсе Буллдогс |

### Чемпионат Дании 2004—2007
Лига была переименомана в Оддсет Лига
| Сезон     | Чемпионы         | Второе место | Третье место             |
| --------- | ---------------- | ------------ | ------------------------ |
| 2004/2005 | Хернинг Блю Фокс | Ольборг      | Фредериксхавн Уайт Хоукс |
| 2005/2006 | Сённерйюск       | Ольборг      | Хернинг Блю Фокс         |
| 2006/2007 | Хернинг Блю Фокс | Ольборг      | Сённерйюск               |

### Чемпионат Дании 2007—2013
Спонсором главной лиги датского хоккея стал национальный банк рабочих АЛ-Банк (Arbejdernes Landsbank),
который дал новое название лиги АЛ-Банк Лига.
| Сезон     | Чемпионы         | Второе место             | Третье место        |
| --------- | ---------------- | ------------------------ | ------------------- |
| 2007/2008 | Хернинг Блю Фокс | Фредериксхавн Уайт Хоукс | Сённерйюск          |
| 2008/2009 | Сённерйюск       | Хернинг Блю Фокс         | Рёдовре Майти Буллз |
| 2009/2010 | Сённерйюск       | Ольборг                  | Хернинг Блю Фокс    |
| 2010/2011 | Хернинг Блю Фокс | Фредериксхавн Уайт Хоукс | Сённерйюск          |
| 2011/2012 | Хернинг Блю Фокс | Оденсе Буллдогс          | Сённерйюск          |
| 2012/2013 | Сённерйюск       | Фредериксхавн Уайт Хоукс | Рёдовре Майти Буллз |

### Чемпионат Дании 2013—н.в.
Новым спонсором лиги стал датский союз металлистов (Dansk Metalarbejderforbund).
Высшая лига датского хоккея получила название Метал Лига.
| Сезон     | Чемпионы                                             | Второе место                                         | Третье место                                         |
| --------- | ---------------------------------------------------- | ---------------------------------------------------- | ---------------------------------------------------- |
| 2013/2014 | Сённерйюск                                           | Хернинг Блю Фокс                                     | Фредериксхавн Уайт Хоукс                             |
| 2014/2015 | Сённерйюск                                           | Эсбьерг Энерджи                                      | Фредериксхавн Уайт Хоукс                             |
| 2015/2016 | Эсбьерг Энерджи                                      | Хернинг Блю Фокс                                     | Фредериксхавн Уайт Хоукс                             |
| 2016/2017 | Эсбьерг Энерджи                                      | Гентофте Старз                                       | Фредериксхавн Уайт Хоукс                             |
| 2017/2018 | Ольборг Пайрэтс                                      | Хернинг Блю Фокс                                     | Рунгстед Сайер Кэпитал                               |
| 2018/2019 | Рунгстед Сайер Кэпитал                               | Сённерйюск                                           | Фредериксхавн Уайт Хоукс                             |
| 2019/2020 | Плей-офф турнира был отменён из-за эпидемии COVID-19 | Плей-офф турнира был отменён из-за эпидемии COVID-19 | Плей-офф турнира был отменён из-за эпидемии COVID-19 |
| 2020/2021 | Рунгстед Сайер Кэпитал                               | Ольборг Пайрэтс                                      | Эсбьерг Энерджи/Сённерйюск                           |
| 2021/2022 | Ольборг Пайрэтс                                      | Рунгстед Сайер Кэпитал                               | Оденсе Бульдогс                                      |
| 2022/2023 |                                                      |                                                      |                                                      |

## Чемпионы Дании
| Рунгстед                       | 1955, 1963, 2002, 2019                                                                         |
| Сённерйюск                     | 1979, 1980, 1982, 2006, 2009, 2010, 2013, 2014, 2015                                           |
| Хернинг Блю Фокс               | 1973, 1977, 1987, 1991, 1992, 1994, 1995, 1997, 1998, 2001, 2003, 2005, 2007, 2008, 2011, 2012 |
| KSF Копенгаген                 | 1956, 1960, 1961, 1962, 1964, 1965, 1966, 1970, 1972, 1976                                     |
| SF Гладсаксе                   | 1967, 1968, 1971, 1974, 1975                                                                   |
| Эсбьерг                        | 1969, 1988, 1993, 1996, 2004                                                                   |
| Эсбьерг Энерджи                | 2016, 2017                                                                                     |
| Рёдовре Майти Буллз            | 1978, 1983, 1985, 1986, 1990, 1999                                                             |
| Херлев Иглз                    | 1984                                                                                           |
| Фредериксхавн Уайт Хоукс       | 1989, 2000                                                                                     |
| Ольборг Пайрэтс                | 1981, 2018                                                                                     |
| Чемпионат страны не проводился | 1956 - 1959                                                                                    |

## Обладатели Кубка Дании
| Эсбьерг                      | 1989, 1992, 1993                         |
| Сённерйюск                   | 2010, 2011, 2013                         |
| Хернинг Блю Фокс             | 1991, 1994, 1996, 1998, 2012, 2014, 2015 |
| Фредериксхавн Уайт Хоукс     | 1999, 2002                               |
| Рунгстед                     | 2000, 2004, 2005, 2017, 2019             |
| Оденсе Бульдогс              | 2003, 2006, 2009, 2016                   |
| Рёдовре Майти Буллз          | 2008                                     |
| Ольборг                      | 2007, 2018                               |
| Кубок страны не разыгрывался | 1990, 1995, 1997, 2001                   |

## Известные игроки
В списке представлены известные игроки, игравшие в чемпионате Дании.
| - Валерий Брагин - Роберт Бураковски - Янник Хансен - Мортен Мадсен - Тод Симпсон | - Франс Нильсен - Петер Регин - Кент Симпсон - Юха Райхиварви - Колин Грининг | - Петри Скрико - Ким Стаал - Кирилл Старков - Зарлей Залапски |